# Pilzone
Pilzone is een klein Noord-Italiaans dorpje aan het Lago D'Iseo (Iseomeer) tussen Brescia en Bergamo in Lombardije. Het is onderdeel (een frazione) van de gemeente Iseo. Het dorp heeft een karakteristiek klein kerkje waar een boom uit het dak groeit. Pilzone wordt aangemerkt als de eerste plaats in Italië waar een standbeeld voor Garibaldi is opgericht.

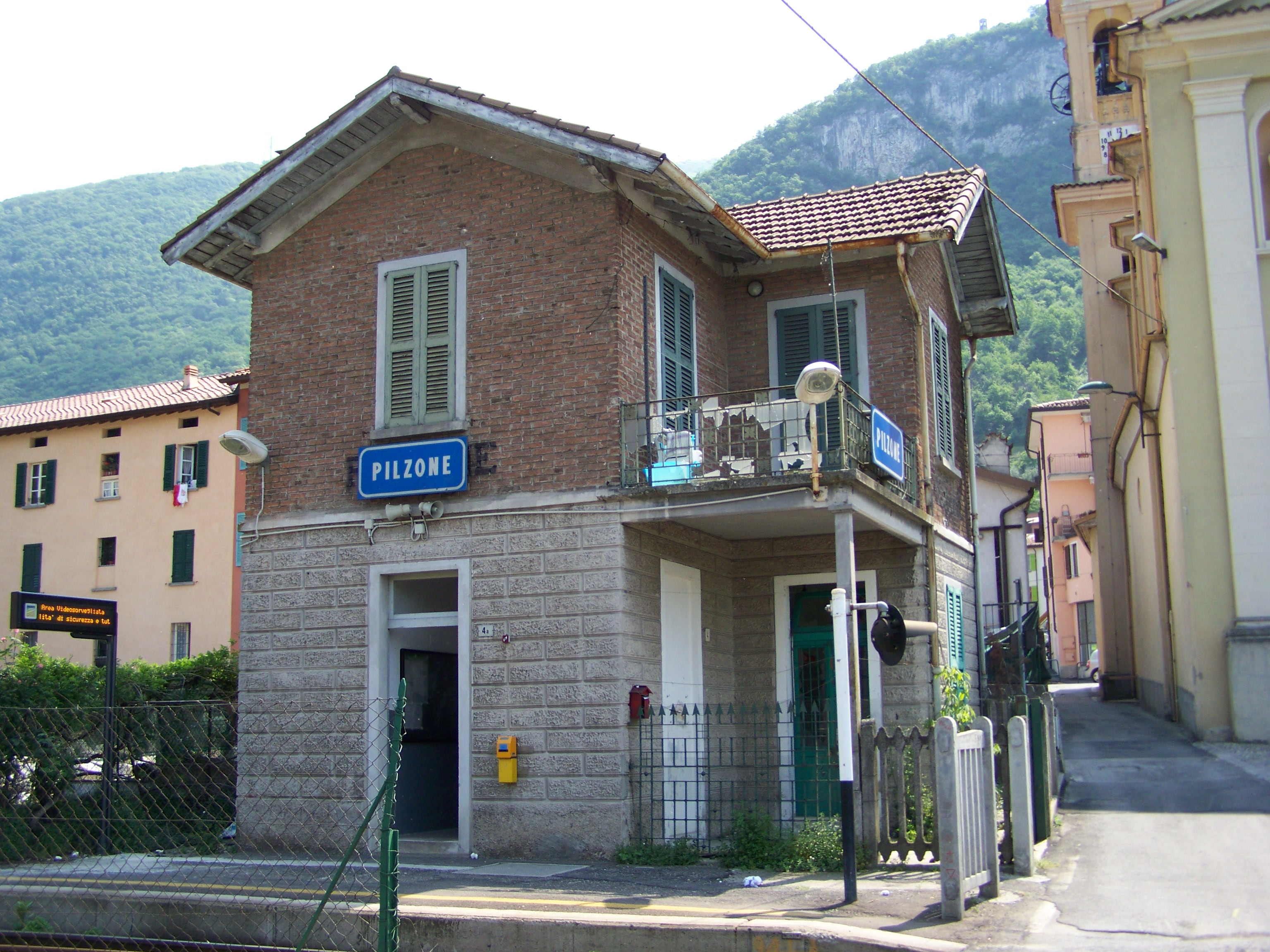
Het station van Pilzone op de lijn Brescia-Edolo.